# 莫讷维尔
莫讷维尔（法語：Monneville，法語發音：[mɔnvil]）是法国瓦兹省的一个市镇，属于博韦区。

## 地理
莫讷维尔（49°12'28"N, 1°58'27"E）面积9.19 平方千米，位于法国上法蘭西大區瓦兹省，该省份为法国北部内陆省份，北起索姆省，西接厄尔省和滨海塞纳省，南至塞纳-马恩省和瓦兹河谷省，东临埃纳省。
与莫讷维尔接壤的市镇（或旧市镇、城区）包括：沙旺松、弗勒里、弗雷讷莱吉永、伊夫里勒唐普勒、拉维勒泰特尔、蒙村、讷维尔博斯克、图尔利。

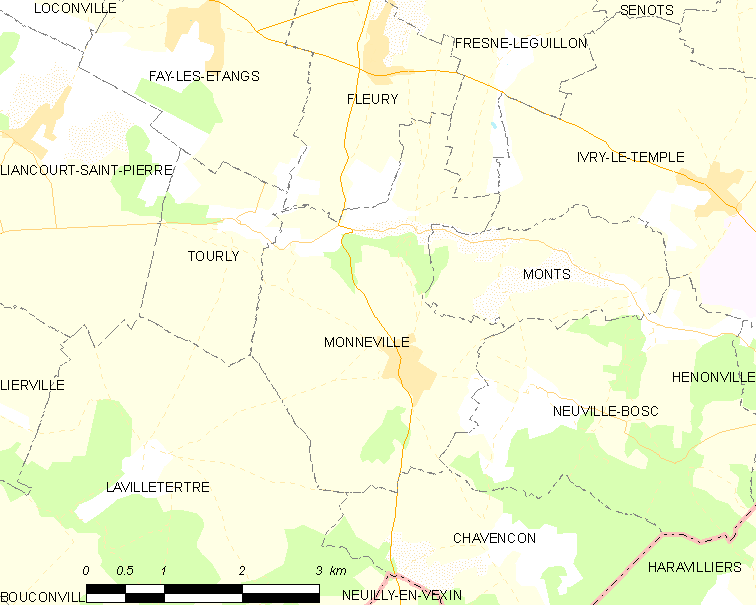
莫讷维尔的OSM定位图

莫讷维尔的时区为UTC+01:00、UTC+02:00（夏令时）。

## 行政
莫讷维尔的邮政编码为60240，INSEE市镇编码为60411。

## 政治
莫讷维尔所属的省级选区为韦克桑地区肖蒙县。

## 人口

1962-2008年间莫讷维尔人口变化图示

莫讷维尔于2022年1月1日时的人口数量为769人。